# قطعنامه ۱۲۸۳ شورای امنیت
قطعنامه  ۱۲۸۳ شورای امنیت سازمان ملل متحد که در تاریخ ۱۵ دسامبر ۱۹۹۹ تصویب شد، سندی بین‌المللی دربارهٔ بررسی وضعیت در قبرس است. این قطعنامه طی نشست ۴۰۸۲ام با ۱۵ رای موافق، ۰ مخالف و ۰ ممتنع تصویب شد.